# جون وليامز (متخصص بالأثريات)
جون وليامز (بالإنجليزية: John Williams)‏ (و. 1811 – 1862 م) هو متخصص بالأثريات ‏، وقسيس من المملكة المتحدة لبريطانيا العظمى وأيرلندا، وويلز، توفي عن عمر يناهز 51 عاماً.

## التعليم
تعلم في كلية يسوع (أكسفورد)
.